# Journal of Clinical Pathology
Das Journal of Clinical Pathology, abgekürzt J. Clin. Pathol. ist eine wissenschaftliche Fachzeitschrift, die von der BMJ Publishing Group veröffentlicht wird. Sie ist die offizielle Zeitschrift der Association of Clinical Pathologists und erscheint mit zwölf Ausgaben im Jahr. Es werden Arbeiten veröffentlicht, die sich mit allen Aspekten der Pathologie beschäftigen.
Der Impact Factor lag im Jahr 2014 bei 2,915. Nach der Statistik des ISI Web of Knowledge wird das Journal mit diesem Impact Factor in der Kategorie Pathologie an 19. Stelle von 75 Zeitschriften geführt.